# アメリカ合衆国における小売業の衰退

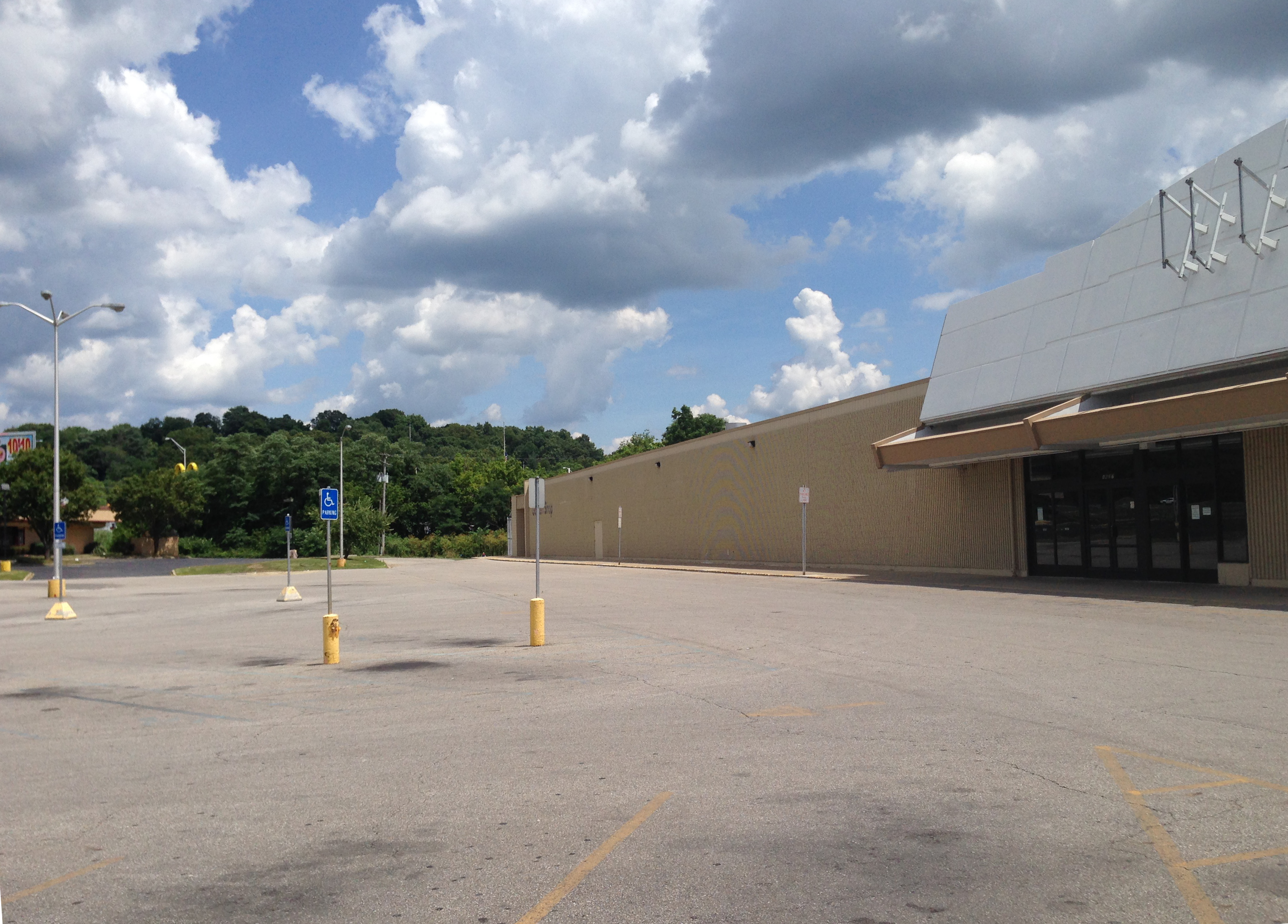
オハイオ州ランカスターにあったKmartの店舗。2016年閉店

本稿ではアメリカ合衆国における小売業の衰退について述べる。この現象は、アメリカ合衆国ではRetail apocalypse（小売業の黙示録）と呼ばれている。
オンラインショッピングの台頭といった消費者の買い物のスタイルの変化によって、アメリカ合衆国では、4,000軒以上の実店舗が閉鎖を余儀なくされている。
感謝祭のパレードで有名なメイシーズや、J.C.ペニーといった大手百貨店も百単位の実店舗の閉鎖を発表しているほか、J.クルーやラルフ・ローレンといった有名アパレルブランドも収益低下していることを報告している。
この現象は、教育費や医療費・住宅費の増加する一方で収入が減少する、中流階級の苦境とも関連がある。

## 歴史

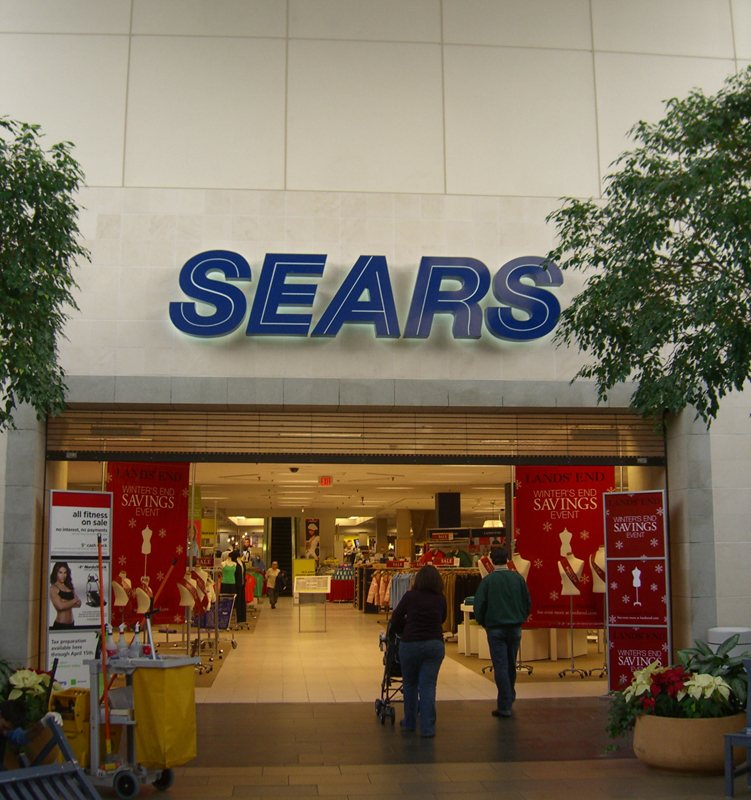
シアーズは2010年代に全体の半分以上の実店舗を閉鎖した。

少なくとも2010年から、様々な経済的な要因がアメリカ合衆国の小売業界（特に百貨店）に打撃を与え、実店舗の大量閉店に追い込んだ。
たとえばシアーズは、2010年の時点で3,555軒の実店舗を運営していたが、2016年の時点で半分以下の1,503軒まで運営数が減り、さらに店舗数を減らす予定であることを明らかにしている。
また、シアーズと親会社を同じくするKmartも、ピーク時にあたる2000年には2,171軒の実店舗を運営していたが、その後の実店舗数は750軒を割り、さらに店舗数を減らす予定であることを明らかにしている。
"retail apocalypse"という言い回しは、家電小売大手のHhグレッグ、キリスト教徒向け書店ファミリー・クリスチャン・ストアーズ、衣料品小売大手のザ・リミテッドといった複数の大手事業者が事業の縮小や経営破たんを表明したことがきっかけで、2017年になって急速に広くつかわれるようになった。
雑誌ジ・アトランティックは、これらの大型破たんを"The Great Retail Apocalypse of 2017"と呼び、9件の大型破たんとルルレモン・アスレティカ, アーバン・アウトフィッターズ, American Eagleといった衣料品店の株価が最安値を更新したことを挙げた。
大手多国籍金融サービス事業者のクレディ・スイスは、2017年の時点で営業しているアメリカ国内のショッピングモールの店舗のうち、25%が2022年までには閉店すると予測している。

## 要因
小売店の大量閉店の一番の要因は、オンラインショッピングの普及に伴う消費スタイルの変化である。 Adobe Digital Insightsは、2016年におけるオンラインショップのホリデーセールの売り上げは前年度よりも11%増加したと発表しており、Slice Intelligenceは同様の調査でさらに20%も売り上げが上がっていると発表している。その一方、実店舗での売り上げは全体で1.6%しか上がっておらず、百貨店については売り上げが4.8%も下がっている。
もう一つの要因はショッピングモールの出店過多であり、1970年から2015年までの間、ショッピングモールの出店率は人口の2倍を超えていたが、2010年から2013年までの間、ショッピングモールの年間来場者数は毎年50%ずつ下がっていった。
三番目の要因は、消費者が外食や旅行などに金銭を使うようになったことがあげられており、この現象は"restaurant renaissance"と呼ばれる 。
また、中流階級の没落が、メイシーズやシアーズといった、実店舗による小売事業を展開する事業者に大きな打撃を与えたことが指摘される。
これに加え、2019年より流行した新型コロナウイルス（COVID-19）が追い打ちをかけたケースもある。

## 実店舗の大量閉店を行った事業者

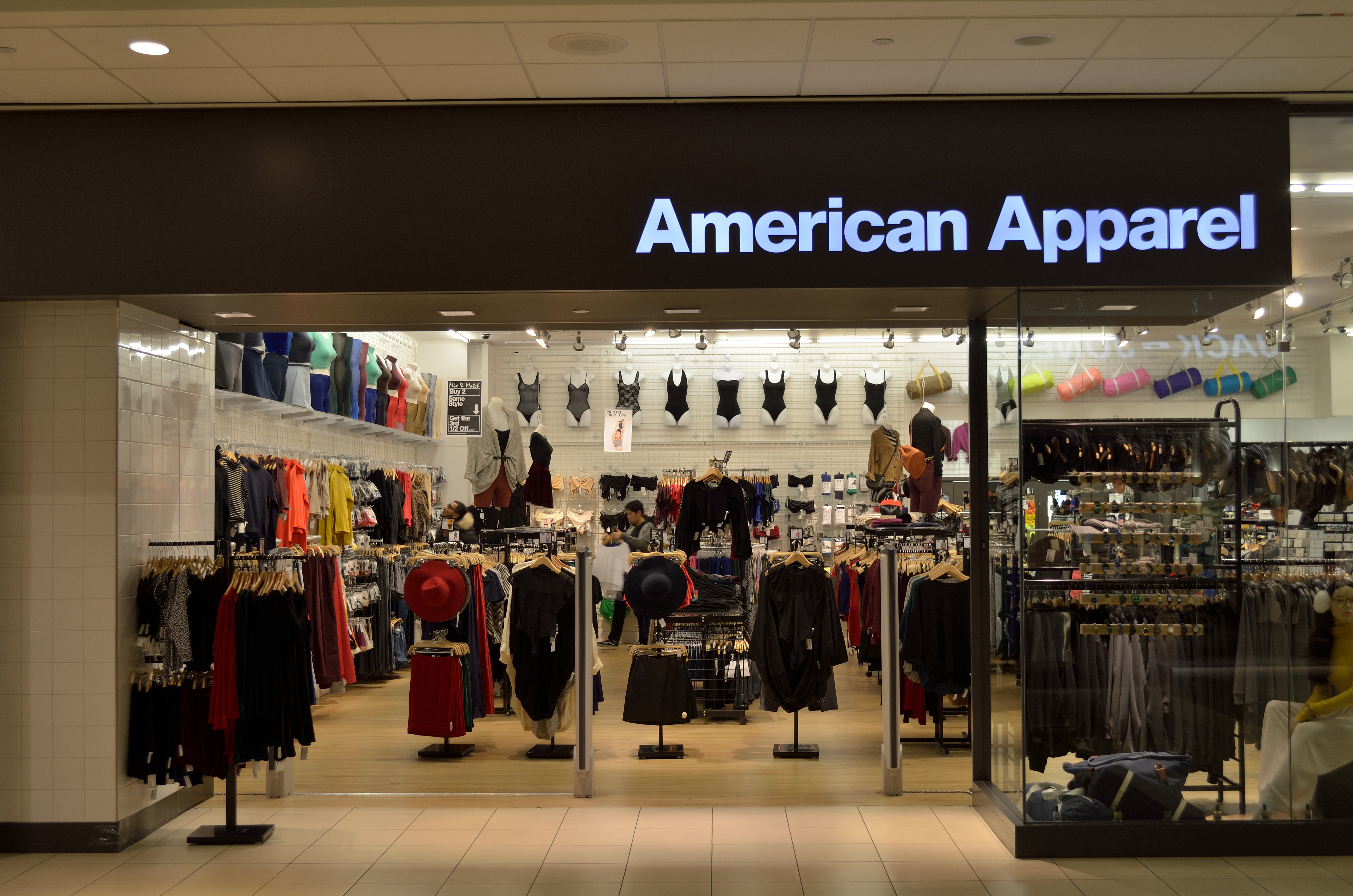
アメリカンアパレルは2009年から採算が取れない状態が続き、2015年には連邦倒産法第11章を申請した。

以下は、2010年代に実店舗の大量閉店を実施した、または大量閉店を予定している事業者の一覧であり、経営破たんしたものも含まれる。
A-H
- 2017年7月13日にウェディングドレスブランドのアルフレッド・アンジェロ（英語版）が、従業員や顧客への事前通告もなくすべての実店舗を閉店し、怒った客に対して破産通知書が手渡されるなどの事態が発生した[17][18]。アルフレッド・アンジェロの社屋は閑散としており、アメリカ国内の実店舗も閉店した一方、ウェブサイトへのアクセスは2017年7月13日の時点で可能であり、大型閉店についての言及はなかった[19]。
- オハイオ州トレドを拠点とするコングロマリッド・アンダーソンズの小売部門は、2017年1月にオハイオ州内の実店舗の閉店を決定したことを明らかにした。同年6月に閉店が実施され、65年の歴史に幕を下ろした[20]。
- 2017年6月12日、レーン・ブライアント（英語版）など複数の婦人服ブランドを所有するアシナ・リテール・グループ（英語版）は、250軒以上の実店舗を閉店し、残る400軒以上の実店舗も賃料の値下げや立地条件の改善がなければ閉店すると発表している[21]。
- アメリカンアパレルは、2017年4月にギルダン・アクティブウェアに買収されたのち、全110軒の実店舗の閉店に伴い2,400人の従業員を解雇することを発表した[22]。
- 婦人服の小売事業者であるべべ・ストアーズ（英語版）は、すべての実店舗を閉店し、オンライン販売のみに特化することを明らかにした[23]。ベベ・ストアーズは、最盛期には312軒の実店舗を構えていたが、閉店を発表した2017年3月の時点での実店舗数は172軒にまで落ち込んでいた。
- 紳士服で知られるブルックス・ブラザーズは、2020年7月8日、連邦破産法11条を申請した[24]。
- キリスト教徒向け書店ファミリー・クリスチャン・ストアーズ（英語版）は経営破たんに伴い、240軒の実店舗を全て閉店した[7]。
- 衣料品小売大手のFOREVER 21は、2019年9月29日に連邦破産法11条の適用を申請し、米国内の店舗の一部を閉鎖した[25]。
- ゲームソフト流通大手GameStopは、収益が低迷していることについての報告や2017年の売り上げの見通しが厳しくなることを理由に、150以上の実店舗の閉店を表明した[7]。GameStopは収益の低迷の原因について、ユーザーの生活スタイルが変化し、ゲーム機からでも直接アクセスできるダウンロード販売をよく利用するようになったことを挙げている[26]。
- アウトドア用品大手のガンダー・マウンテン（英語版）は、経営破たんしたことを2017年3月に表明し、実店舗を閉店することを明らかにした。同年5月、ガンダー・マウンテンは全126軒の実店舗の閉店をすすめていることをあきらかにした一方、CEOのマーカス・レモニスは一部の旗艦店（特にミシガン州内の旗艦店）は家主との協議や賃料次第では営業を続けると述べている[27]。その後、約70店舗の営業継続が明らかにされた一方、これらの店舗は閉店セールの状態が続いており、キャンピング・ワールド（英語版）がガンダー・マウンテンを買収するとみられている[28]。
- 2017年6月12日、子供服大手ジンボリー・コーポレーション（英語版）は破産保護申請を行ったことを明らかにし、実店舗1,281軒のうち、 375から450軒を閉店する予定であることを明らかにした。このところ、ジンボリーは手形の支払いを拒否しており、10億ドルを超える借金を抱えていた。オンライン店舗の営業は続けるが、システムが時流に合わず、サポートも不十分であることから、売り上げは全体の21%にとどまっている[9]。2019年1月[29]、同社は二度目となる破産申請を行った[25]。
- 大手家電量販店のHhグレッグ（英語版）は2017年3月に経営破たんし、その月のうちに実店舗88軒を閉店したのち、残りの226軒は同年4月に閉店することを明らかにした[7]。

I-R
- 2017年2月24日、大手百貨店J.C.ペニーは当年度中に実店舗138軒を閉店することを明らかにした。いったんは閉店計画は延期となった[30]ものの、2020年の新型コロナウイルス（COVID-19）の感染拡大により店舗を休業せざるを得なくなり、2020年5月15日に連邦破産法11条の適用を申請した[12]。
- 2017年4月、カナダの衣料品店キットアンドエース（英語版）はアメリカ合衆国での実店舗の運営を取りやめ、カナダでの9店舗の運営とオンライン販売に専念することを明らかにした[31]。
- 衣料品小売大手のザ・リミテッド（英語版）は経営破たんに伴い、全250軒の実店舗を閉店した[7][32]。
- 大手百貨店のメイシーズは68以上の実店舗を閉鎖し、10,000人以上の従業員を解雇する方針を明らかにした[7]。
- 2017年5月11日、マーシュ・スーパーマーケット（英語版）は連邦倒産法第11章に基づく破産保護申請をし、もし60日以内に身売り先が見つからなければ、全44店舗を閉店することを明らかにした[33][34]。44店舗のうち、26店舗についてはその後引き取り手が見つかった。それ以外の18店舗ではセールを行った後に閉店した。残りの26店舗も閉店セールを行うものの、建物が残されるだけであり、それ以外の資材は使用しない形となった[35]。
- 衣料品大手BCBGマックス・アズリアは2017年2月28日にアメリカ合衆国連邦倒産法第11章に基づく申請をし、事業再編の一環として実店舗の閉店に踏み切り、以後は百貨店やオンラインでの販売に専念することを明らかにした[36]。その後、ブランドはマーキー・ブランズとグローバル・ブランズ・グループ（英語版）に売却された[37]。
- MC Sportsは2017年の経営破たんに伴い、すべての実店舗を閉店した。
- 靴の小売り大手ペイレス・シューソース（英語版）は2017年4月に破産申請を行い、アメリカ本土とプエルトリコにある不採算店舗400軒を閉店した[38]。2019年、同社は二度目となる破産申請を行った[25]。
- 大手家電量販店ラジオシャックは2017年3月に2度目の破産申請を行い、実店舗552軒を閉店する予定であることを明らかにした[7]。
- 2017年4月、衣料品店ルー21（英語版）が実店舗約400軒の閉店を予定していることを明らかにした[39]。同年5月16日、アメリカ合衆国連邦倒産法第11章に基づく申請をした [40]。

S-Z
- Kmartの親会社であるシアーズ・ホールディングスは、シアーズとKmartの実店舗あわせて約150軒を閉店することを明らかにした[41]。証券取引委員会の要求に応じてシアーズHDが説明したところによると、多くの実店舗が営業の存続が難しい状況にある。このことは会社本体だけでなく、供給網にも影響があることを示している[42]。2017年4月20日、 Business InsiderはシアーズHDが、最初に発表した時よりも多くの店舗をひそかにたたんでいるところであり、これらの店舗数を入れると、実際に閉店する予定の店舗は160以上あるのではないかという推測を明らかにした[43]。2017年4月22日、シアーズHDはKmartの店舗に併設する50軒の自動車販売店と92軒の薬局の閉店も予定していることを明らかにした[43]。2017年6月6日にはこれに加えてシアーズの72軒の実店舗の閉店が発表され[44]、同月23日にはシアーズの実店舗18軒とKmartの実店舗2軒の閉店が発表された[45]。7月7日にはシアーズとKmartの実店舗合計43軒の閉店が発表され、その中にはオハイオ州デイトン・トロットウッド（英語版）・エングルウッド（英語版）・ビーバークリークの店舗も含まれており、これらの店舗の閉店によりオハイオ州からKマートがなくなってしまった[46]。シアーズHDのCEOであるエディ・ランパート（英語版）はブログの記事の中でより多くの実店舗の閉店を示唆している"[47]。その後、2018年10月15日に連邦倒産法第11章の適用を申請したうえで、経営再建することとなった[48]。
- 2017年7月12日、ジーンズブランドトゥルー・レリジョン（英語版）は、アメリカ合衆国連邦倒産法第11章に基づく申請に伴い実店舗27軒の閉店を明らかにした。また、2020年には2度目となる破産申請を行った[49]。
- 2017年4月、ノースダコタ州ファーゴでショッピングモールでの展開を進めていた若者向けブランドヴァニティ（英語版）は、すべての実店舗を閉店した。
- 衣料品店Wet sealは2017年1月に2度目となる破産申請を行い、実店舗171軒を全て閉店することを明らかにした[50]。